# Hans Sloane
Sir Hans Sloane (Killyleagh, Írország, 1660. április 16. – London, 1753. január 11.) báró, angol-ír származású orvos, természettudós és botanikus. Isaac Newtont követte a brit Királyi Természettudományos Társaság elnöki székében. Halálakor tekintélyes gyűjteményét a brit nemzetre hagyta, részben ebből alapították a British Museumot, majd később a londoni Természettudományi Múzeumot.

## Életpálya
Már ifjú korában gyűjteni kezdte a természetrajzi tárgyakat, emlékeket. Orvostudományt Londonban tanult. Tanulmányait Franciaországban folytatta, ahol 1683-ban orvosi diplomát szerzett. Az orvostudományi képzés terelte figyelmét a növénytan (gyógyszer-alapanyag) irányába. 1687-1688-ban Jamaicába utazott, és mintegy 800, addig ismeretlen növényfajt gyűjtött. Elvette egy gazdag ütltetvényes lányát, ami segítette őt műgyűjtői tevékenységében. Megvette William Courten (1642-1702) bíboros ritkasággyűjteményét. 1712-ben Chelsea-ben egy kastélyt vásárolt, ahol kialakította a természettudományi gyűjtemények házát. Végrendeletében gyűjteményét, annak egységessége érdekében, II. György brit királyra hagyományozta az örökösei számára juttatandó 20 000 font fejében. Több, mint 71 000 darabos könyv-, kézirat- és ritkasággyűjteményéből 1753-ban jött létre a londoni British Museum.
Orvosként három egymást követő uralkodót szolgált: Anna brit királynőt, I. György brit királyt és II. György brit királyt.

## Kutatási területei
Hazai és ismeretlen tájak növényvilágának felkutatása, katalogizálása. Jamaicából kakaót hozott, segítségével csokoládét készített.

## Írásai
Jamaicában folytatott kutatási eredményeiről 1696-ban díszes, latin nyelvű katalógust adott ki.

## Szakmai sikerek
A Royal Society (Királyi Természettudományos Társaság) tagja volt. Tagsága és szakmai felkészültsége elősegítette, hogy egyre több természettudományi emlék, gyűjtemény kerüljön megőrzésre. 1693-tól a Royal Society titkára volt.